# E60 (európai út)
Az E60-as európai út teljes hossza 8200 km (5100 mérföld), ebből az európai szakasz 3508 km hosszú. Bresttől (Franciaország) Irkestamig (Kirgizisztán) tart, Nyugat-Európa és Közép-Ázsia között létesít kapcsolatot. Az alábbi országokon (és azok jelentősebb városain) halad át:
- Franciaország: Brest, Lorient, Vannes, Nantes, Angers, Tours, Orléans, Montargis, Auxerre, Beaune, Dole, Besançon, Belfort, Mulhouse
- Svájc: Bázel, Zürich, Winterthur, Sankt Gallen, St. Margrethen
- Ausztria: Bregenz, Lauterach, Feldkirch, Landeck, Telfs, Innsbruck
- Németország: Rosenheim, Bad Reichenhall
- Ausztria: Salzburg, Linz, Sankt Pölten, Bécs, Miklóshalma
- Magyarország: Hegyeshalom, Győr, Tatabánya, Budapest, Cegléd, Szolnok, Törökszentmiklós, Püspökladány, Nagykereki (M1-es autópálya, M0-s autóút (Budapesti körgyűrű), 4-es főút/M4-es autópálya)
- Románia: Bors 2, Nagyvárad, Kolozsvár, Torda, Marosvásárhely, Segesvár, Brassó, Ploiești, Bukarest, Urziceni, Slobozia, Konstanca
- Konstanca–Poti a Fekete-tengeren komphajóval
- Grúzia: Poti, Szamtredia, Hasuri, Tbiliszi
- Azerbajdzsán: Gandzsa, Evlak, Baku
- Baku-Türkmenbasi a Kaszpi-tengeren komphajóval
- Türkmenisztán: Türkmenbasi, Gizilarbat, Aşgabat, Tedzsen, Mary, Türkmenabat
- Üzbegisztán: Alat, Buhara, Karszi, Guzor, Szerobod, Termez
- Tádzsikisztán: Dusanbe, Dzsirgatol
- Kirgizisztán: Szari-Tas, Irkestam

## Képek

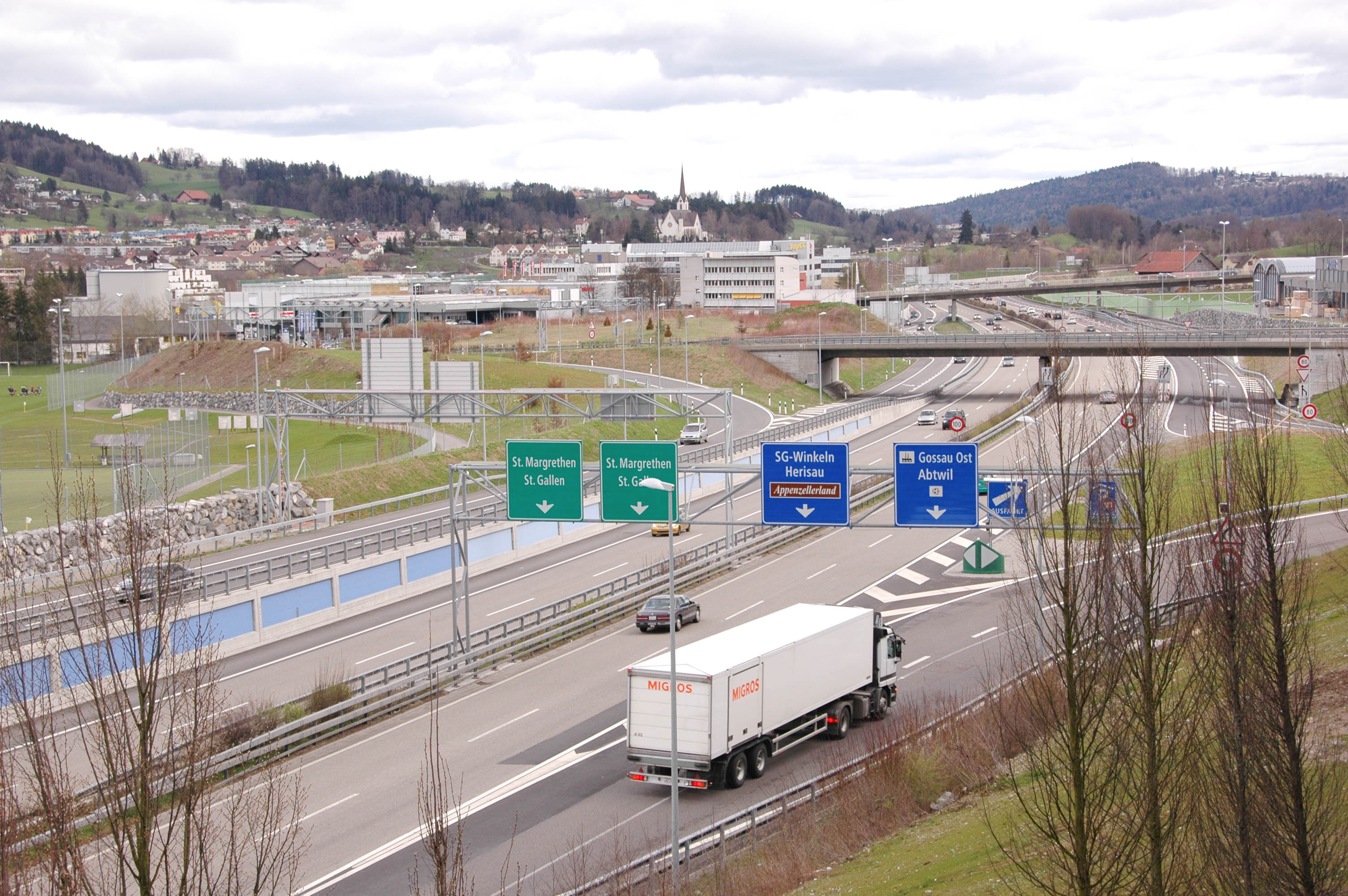
Az E60 Sankt Gallennél (Svájc)
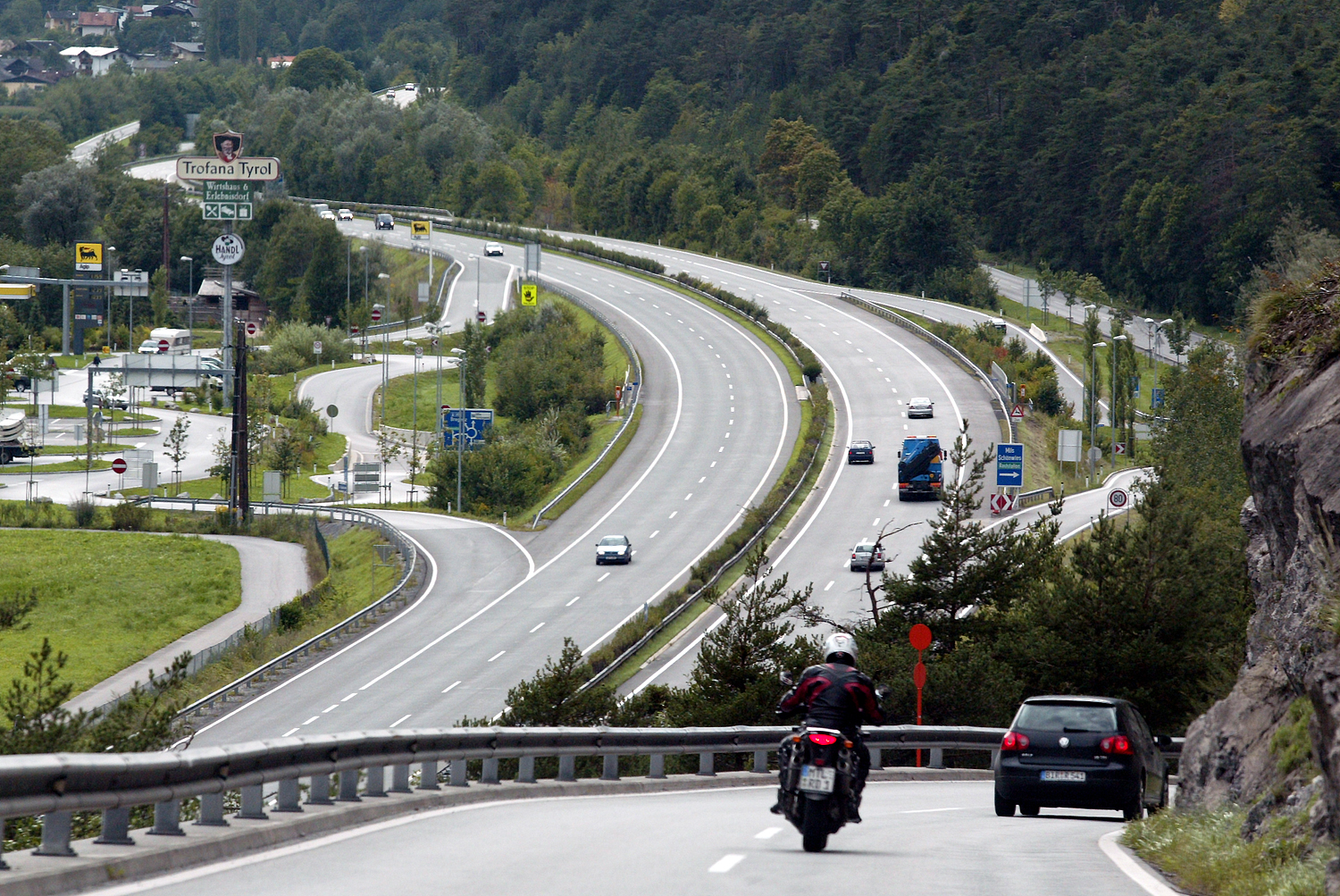
Az E60 Innsbruck-nál (Ausztria)
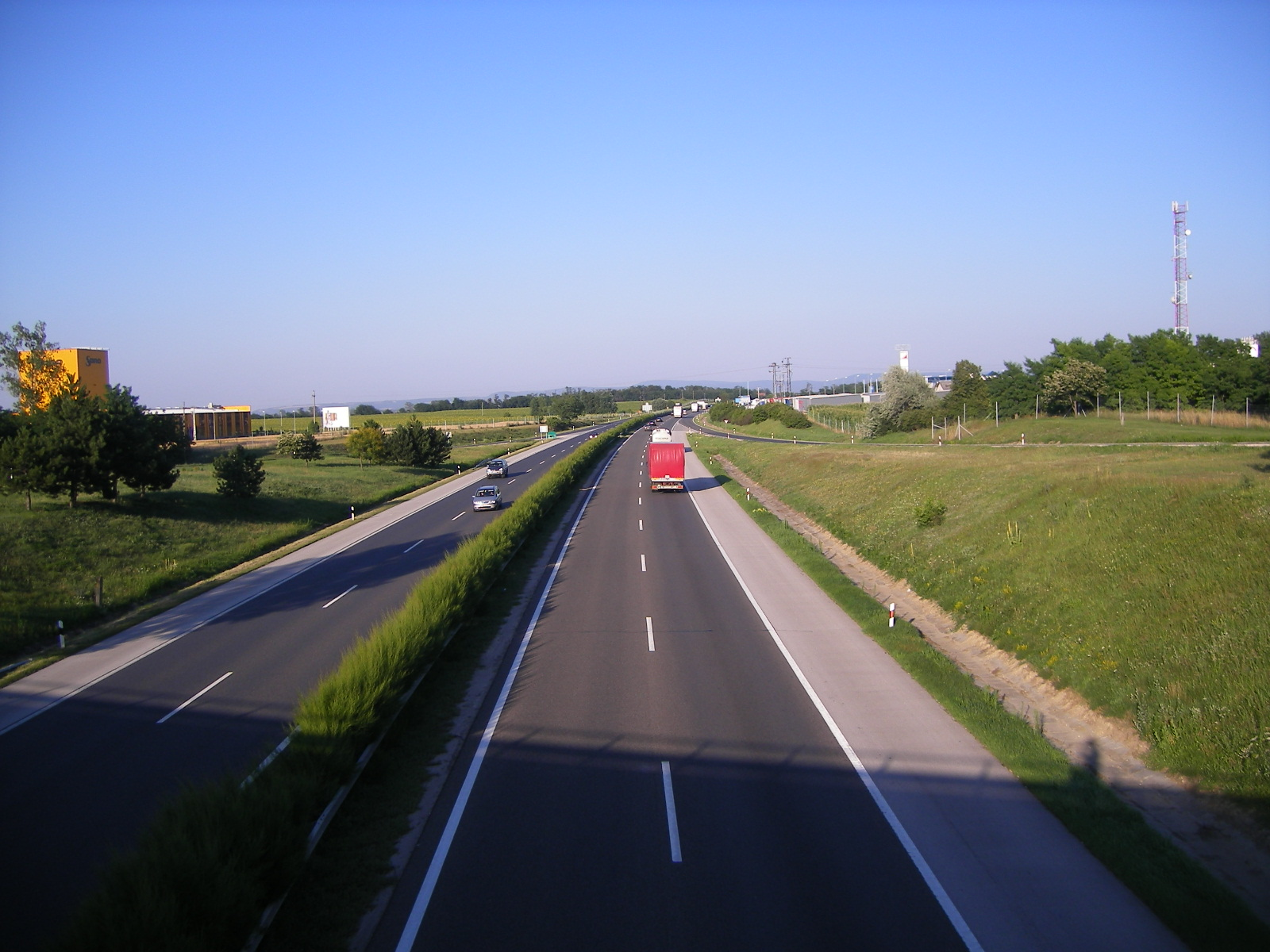
Az M1-es Kisigmándnál
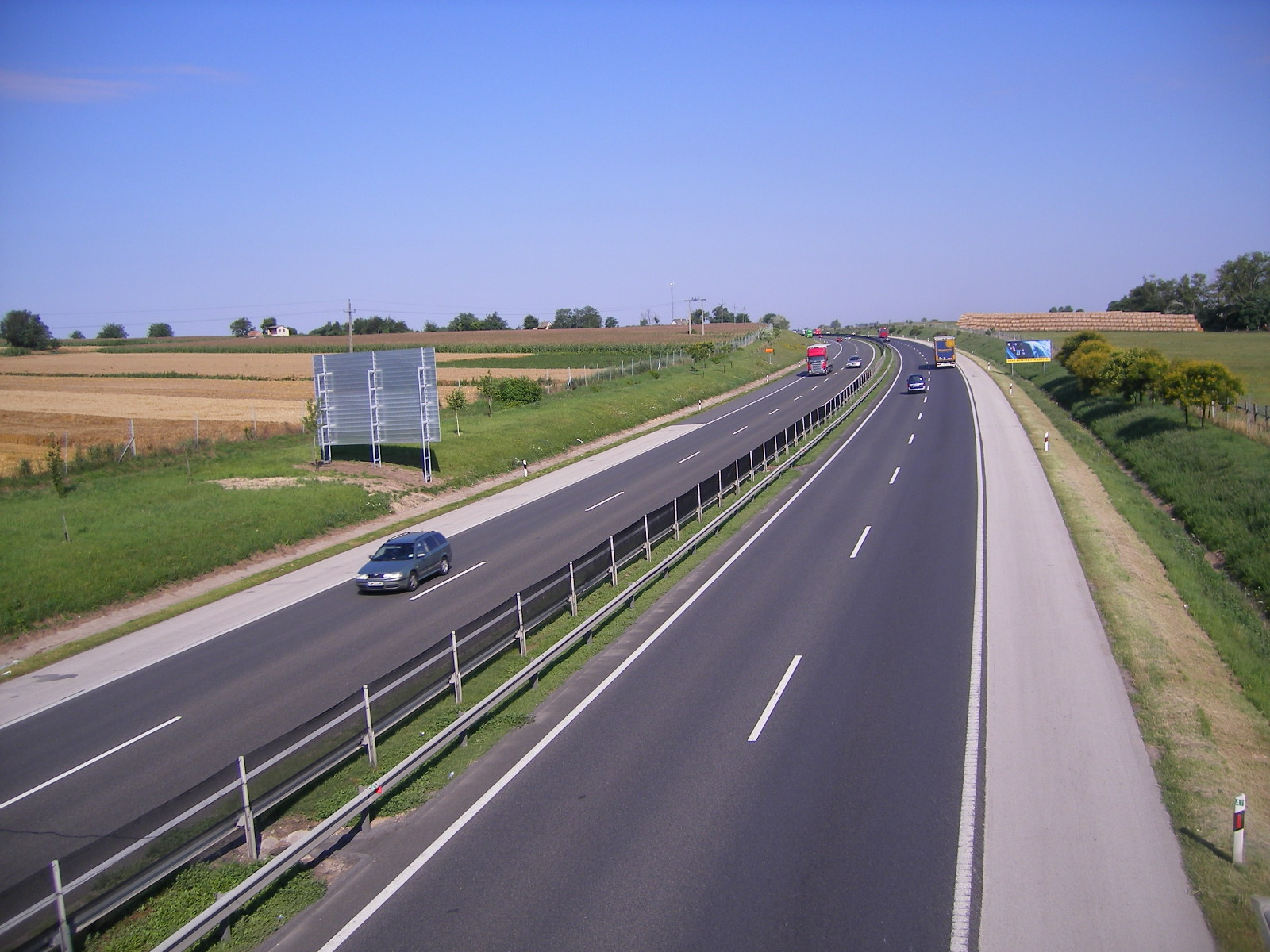
Az M1-es autópálya Mocsánál
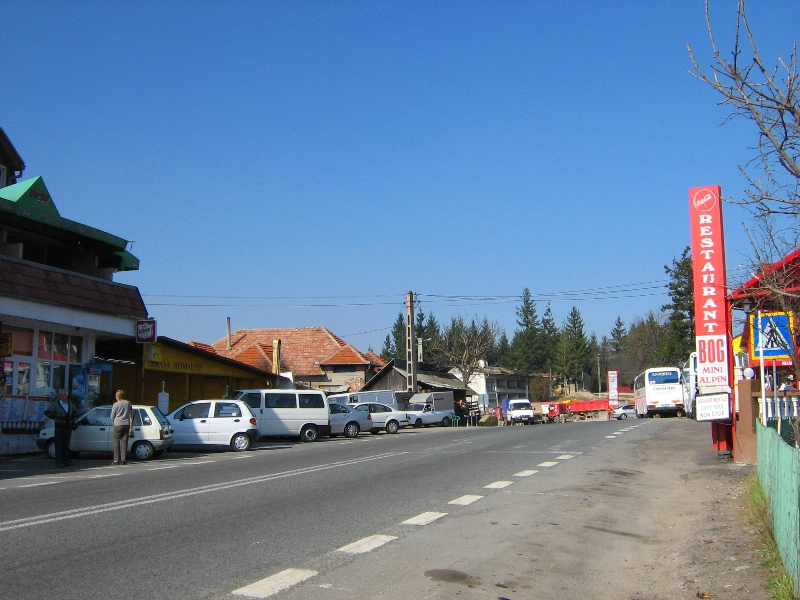
Az E60 a Király-hágónál (Románia, Erdély)
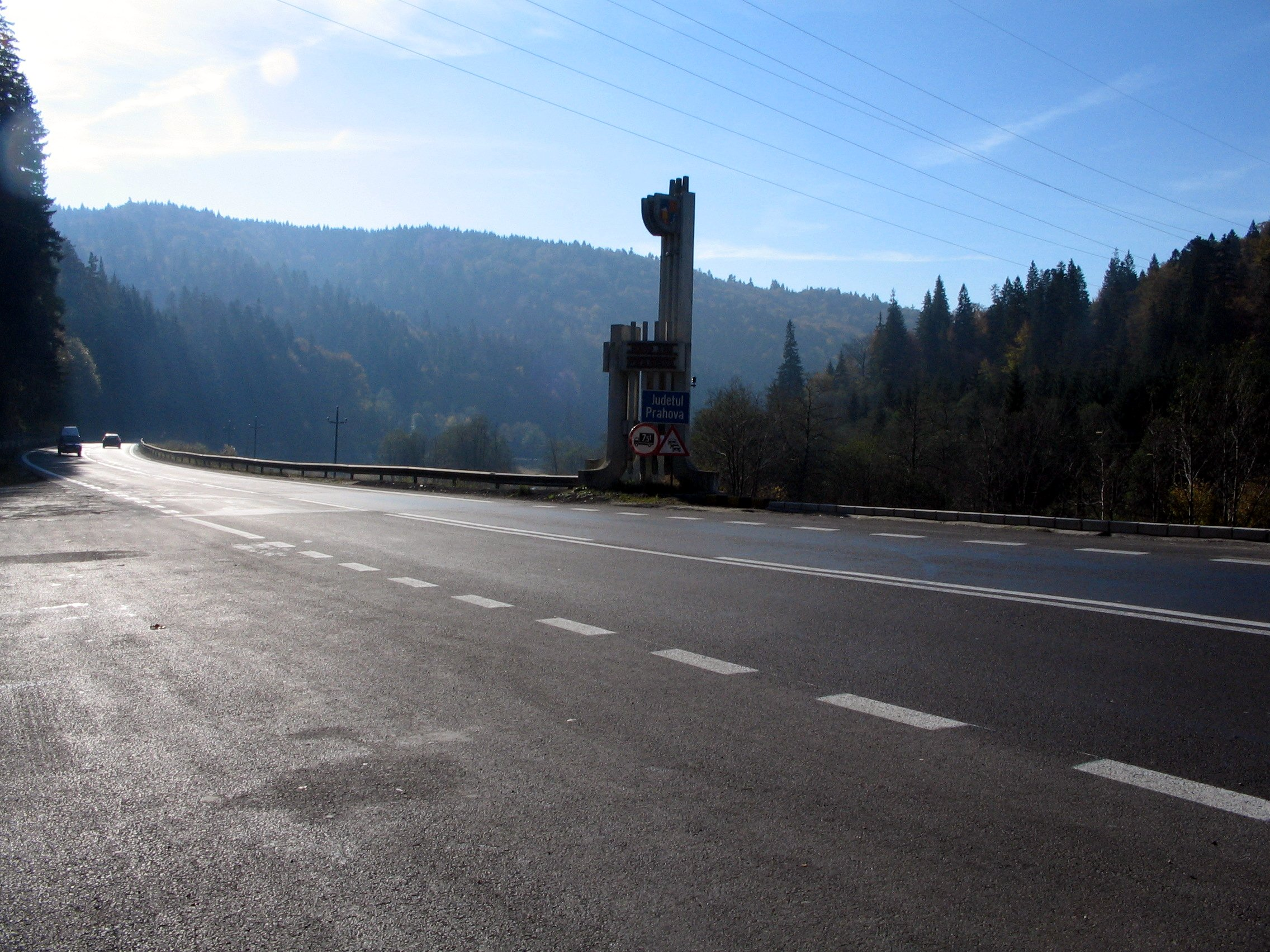
Az E60 Brassó közelében (Románia, Erdély)